# Bettadamane, Mudigere
Bettadamane là một làng thuộc tehsil Mudigere, huyện Chikmagalur, bang Karnataka, Ấn Độ.